# Regierung Bohuslav Sobotka
Die Regierung Bohuslav Sobotka war vom 29. Januar 2014 bis 13. Dezember 2017 die Regierung der Tschechischen Republik. Der Regierungschef, Ministerpräsident Bohuslav Sobotka, wurde bereits vor den übrigen Regierungsmitgliedern am 17. Januar von Staatspräsident Miloš Zeman vereidigt. Das Kabinett wurde nach der Abgeordnetenhauswahl am 25. und 26. Oktober 2013 gebildet; es bestand aus 8 Vertretern der sozialdemokratischen ČSSD, 6 Vertretern der populistischen ANO 2011 und 3 Vertretern der christdemokratischen KDU-ČSL.
Am 2. Mai 2017 kündigte Ministerpräsident Sobotka wegen Steuerbetrugsvorwürfen gegen Vizepremier und Finanzminister Andrej Babiš den Rücktritt der Regierung an. Da Präsident Zeman andeutete, nur den Rücktritt Sobotkas, nicht jedoch den der gesamten Regierung anzunehmen, ließ Sobotka letztlich nur Babiš abberufen; die Regierung blieb im Amt. Nach den regulären Wahlen im Oktober desselben Jahres wurde Babiš im Dezember zum neuen Regierungschef ernannt.

## Koalitionsparteien
| Partei | Partei | Partei | Ausrichtung                     | Wähleranteil | Abgeordnete | Ministerien | Parteichef       |
| ------ | ------ | --- | ------------------------------- | ------------ | ----------- | ----------- | ---------------- |
|        |        | Česká strana sociálně demokratická (ČSSD) Tschechische Sozialdemokratische Partei                                                             | Sozialdemokraten                | 20,5 %       | 50/200      | 11          | Bohuslav Sobotka |
|        |        | Politické hnutí ANO 2011 (ANO) Politische Bewegung ANO 2011                                                                                   | Populisten/ Wirtschaftsliberale | 18,7 %       | 47/200      | 8           | Andrej Babiš     |
|        |        | Křesťanská a demokratická unie – Československá strana lidová (KDU-ČSL) Christliche und Demokratische Union – Tschechoslowakische Volkspartei | Christdemokraten                | 6,8 %        | 14/200      | 3           | Pavel Bělobrádek |

## Verteilung der Ministerposten
| Amt oder Ressort                                                                     | Name                                             | Partei              |
| ------------------------------------------------------------------------------------ | ------------------------------------------------ | ------------------- |
| Ministerpräsident                                                                    | Bohuslav Sobotka                                 | ČSSD                |
| Erster Stellvertretender Ministerpräsident; Finanzen                                 | Andrej Babiš bis 24. Mai 2017                    | ANO                 |
| Stellvertretender Ministerpräsident; Wissenschaft, Forschung und Innovation          | Pavel Bělobrádek                                 | KDU-ČSL             |
| Auswärtiges                                                                          | Lubomír Zaorálek                                 | ČSSD                |
| Verteidigung                                                                         | Martin Stropnický                                | ANO                 |
| Inneres                                                                              | Milan Chovanec                                   | ČSSD                |
| Finanzen                                                                             | Ivan Pilný ab 24. Mai 2017                       | ANO                 |
| Industrie und Handel                                                                 | Jan Mládek bis 28. Februar 2017                  | ČSSD                |
| Industrie und Handel                                                                 | Jiří Havlíček ab 4. April 2017                   | ČSSD                |
| Justiz                                                                               | Helena Válková bis 1. März 2015                  | parteilos, für ANO  |
| Justiz                                                                               | Robert Pelikán ab 12. März 2015                  | parteilos, für ANO  |
| Arbeit und Soziales                                                                  | Michaela Marksová                                | ČSSD                |
| Verkehr                                                                              | Antonín Prachař bis 13. November 2014            | ANO                 |
| Verkehr                                                                              | Dan Ťok ab 4. Dezember 2014                      | parteilos, für ANO  |
| Landwirtschaft                                                                       | Marian Jurečka                                   | KDU-ČSL             |
| Gesundheit                                                                           | Svatopluk Němeček bis 30. November 2016          | ČSSD                |
| Gesundheit                                                                           | Miloslav Ludvík ab 1. Dezember 2016              | ČSSD                |
| Schulwesen, Jugend und Sport                                                         | Marcel Chládek bis 5. Juni 2015                  | ČSSD                |
| Schulwesen, Jugend und Sport                                                         | Kateřina Valachová 17. Juni 2015 – 21. Juni 2017 | parteilos, für ČSSD |
| Schulwesen, Jugend und Sport                                                         | Stanislav Štech ab 21. Juni 2017                 | parteilos, für ČSSD |
| Regionale Entwicklung                                                                | Věra Jourová bis 3. Okt. 2014                    | ANO                 |
| Regionale Entwicklung                                                                | Karla Šlechtová ab 8. Oktober 2014               | parteilos, für ANO  |
| Umwelt (ab 24. Mai 2017 auch stellvertretender Ministerpräsident)                    | Richard Brabec                                   | ANO                 |
| Kultur                                                                               | Daniel Herman                                    | KDU-ČSL             |
| Menschenrechte und Chancengleichheit, Vorsitzender des Legislativrates der Regierung | Jiří Dienstbier bis 30. November 2016            | ČSSD                |
| Menschenrechte und Chancengleichheit, Vorsitzender des Legislativrates der Regierung | Jan Chvojka ab 1. Dezember 2016                  | ČSSD                |